# Resilience (školství)
Resilience (latinsky: resilio, resiliere, česky: skákat zpět, odrážet se, anglické resiliency označuje elastičnost či houževnatost) je charakterizována jako nezdolnost, odolnost, nezlomnost. Ve světě i v Česku se využívá mezinárodní pojem slova. Resilienci lze definovat jako schopnost odrazit se, nebo úspěšně se adaptovat a rozvinout sociální, akademické a profesní kompetence navzdory těžké životní situaci. Faktory jako motivace, self-efficacy a vnější podpora ovlivňují resilienci jedince.
Resilience je příznivý vývoj navzdory nepříznivým okolnostem a odvíjí se od rizikových a protektivních činitelů. Rizikové činitele představují určitou náchylnost k oslabení resilience, jako zátěžové situace. Faktory ochranné utlumují individuální zranitelnost osoby či nepříznivé tlaky a vlivy okolí.
Po rodině má školní instituce velký podíl na rozvoji resilience těch, kteří se zde učí. Ve škole žáci tráví spoustu času, a když rodina neplní své funkce, hraje škola nezastupitelnou roli při podpoře resilience u dětí a mladých dospělých. Ve škole žáci rozvijí svůj talent a osvojují si nové znalosti a dovednosti. Zároveň si žáci rozvíjejí sociální inteligenci a svou identitu. Škola je zároveň prostředím, v němž dochází k rizikovému chování, s různými podobami (záškoláctví, šikana, či jiný typ vyloučení z kolektivu). Rizikové chování projevené ve škole funguje jako ukazatel, že s mladým člověkem se něco děje.
Role pedagoga je pomáhat mladému člověku při osvojování učiva, ale také jej doprovází při vyrovnávání se s životními těžkostmi.